# Krnski grad
Krnski grad ali Grad Krn je bil srednjeveški grad, ki se je nahajal v vasi Krnski Grad na Gosposvetskem polju na Koroškem v Avstriji. Grad je bil sedež karantanskih knezov in s tem prestolnica Kneževine Karantanija.
Ime je dobil po Gosposvetskem polju, v zgodnjem srednjem veku znanem kot Carentana. Sčasoma je grad dal ime vsej karantanski deželi, ki je še danes ohranjeno v nemškem imenu Kärnten in slovenskem imenu Koroška.